# 무용의 기법
본 문서는 무용(舞踊)의 기법(技法)에 대해 설명한다.

## 무용의 소재
무용의 소재(素材)는 살아 있는 인간의 신체 바로 그것이다.  인적 구성(人的構成)은 작품내용을 기본적으로 방향지어주는 것이다. 남성 또는 다수 인원의 구성에는 자체의 역량감(力量感)이 다르며, 여성에게는 유연(柔軟)한 느낌, 혹은 섬세한 느낌이 스스로 갖추어져 있다.  또한 어린이들에게는 표현 이전에 본래의 사랑스러움이 넘쳐 흐른다고 생각된다. 이와 같은 소재가 지니는 성질을 각각의 특성과 동시에 그 한계를 나타내는 것으로도 볼 수 있어, 소재를 살려 개성적인 표현성을 발휘시킨다는 점에 무용의 묘미와 기법이 있다.

## 무용의 신체성(身體性)
신체는 그 자체가 대칭적인 디자인인데, 대칭적(symmetric 시머트릭[*]) 디자인은 안정감을 나타내며 강력한 통일감을 지니고 있다. 이와 반대로 비대칭적(asymmetric 어시머트릭[*]) 디자인은 왜곡된 불안정감을 나타낸다. 시머트리(symmertry)와 어시머트리(asymmetry)는 다시 대립과 계속으로 나뉜다. 대립적인 디자인은 적극적인 에너지와 활력을 강조하고, 계속적인 디자인은 온화하고 부드러우며 선적(線的)인 흐름을 느끼게 한다. 이와 같은 개인이 지니는 신체적 특성 이외에 개인이 이합·집산하는 집단적 기구(機構)에 따라서도 그 표현성이 달라진다. 예컨대 수량적으로는 한정된 공간(무대) 속에 한 사람이 서느냐 두 사람이 서느냐, 혹은 여러 사람이 서느냐에 따라 무대와 인간이 자아내는 역량감과 긴박감은 달라지며, 또한 질적으로는 같은 인원수라 해도 남자만의 경우와 여자만의 경우에서도 또 달라질 뿐만 아니라, 또 전향(前向)과 후향(後向)이 있는 경우나 남녀 혼합의 경우 등, 움직임(동작) 이전에 소재의 동질(同質)부분이 어울린 것으로 느껴지며 다른 성질과 대비적(對比的)인 관계를 만들어 표현적인 것이 된다.

## 무용의 시간성(時間性)
무용은 시간성을 하나의 근간으로 하여 성립되는 표현이다. 이 시간적인 경과 속에는 무용의 생명인 리듬, 그것을 정리하는 박자, 그리고 더욱 변화시키는 속도와 매듭을 짓게 하는 길이가 포함되어 있다. 움직임의 리듬은 눈으로 호소되는 한편, 귀에서도 음에 의해 호소된다. 어떤 때는 움직임이 음을 인도하고 예상케 하며, 어떤 때는 음이 움직임을 예상케 한다. 그리고 리듬의 흐름이 규칙적이냐 불규칙적이냐에 따라 표현성이 달라진다. 탄력적인 리듬은 밝음을, 섬세한 리듬은 부드러움이나 미세한 움직임을, 느릿하고 평탄한 리듬은 장중함을 느끼게 하고, 중단되는 리듬은 격렬함이나 긴박감을 느끼게 한다. 또한 동일한 리듬이라 해도 속도에 따라 그 성격은 달라진다. 느릿한 속도는 안정적이되 장중함 또는 느릿함을, 빠른 속도는 동적이되 경쾌함 또는 활발성을 느끼게 한다. 그러나 리듬이나 박자가 함부로 단편적(斷片的)인 형태로 구성된다면 무용으로서 성립한다고 말할 수는 없다. 노래의 한 절(節), 문장의 한 매듭과 마찬가지로 무용에도 상쾌한 매듭으로서의 일련의 움직임이 있음으로 비로소 표현으로서의 생명이 부여된다.

## 무용의 공간성(空間性)
신체의 운동은 다른 한 편에 있어서는 공간적 요인과도 결부되고 있다. 인간의 신체는 이미 다양하게 변화하는 공간적인 입체이다. 입체적인 신체가 운동으로써 다양하게 변화하면서 한정된 무대공간을 여러 가지로 이동하는 것으로 그 사진틀 같은 틀 안에 온갖 새로운 시공간(視空間)이 출현한다. 신체의 높이·체적·이동하는 거리·방향·경로 등이 상호간에 관계를 유지하면서 표현에 성격을 부여한다. 예컨대 무대의 중앙에서 정면을 바라보고 전진할 때는, 힘은 적극적으로 작용하며 육박해 오는 듯한 거리(距離)의 연장을 느끼고, 낮은 상태로 무대의 후방으로 후퇴해 갈 때는 보다 소극적이고도 일조의 어두움을 느끼게 한다. 또한 두 사람이 무대를 대각선적으로 이동할 때, 그것이 같은 방향일 때에는 두 사람 이상의 증대된 힘의 강도(强度)를 느끼게 하고, 다른 방향으로 서로 스치며 지날 때에는 두 사람 사이에 대립적인 느낌을 남긴다. 또한 느릿한 동작에서 차차 빠르게 걷기 시작하여 소용돌이 형(型)으로 이동할 때에는 신체의 움직임과 공간이 결부되어 나선적 입체감을 느끼게 하며, 신체적 한계를 넘어서 공간 속에 새로운 현상이 나타난 것으로 느끼게 하는 것이 된다.

## 무용의 전체성(全體性)
정리된 무용이란 시공적(時空的)인 성격을 어떻게 살리느냐에 달려 있다. 정리를 위해서 작용하는 하나의 힘은 '간결화(簡潔化)'이다. 같은 움직임 혹은 비슷한 움직임이 반복됨으로써, 그 표현은 인상적인 것이 되며, 안정된 하나의 일관적(一貫的)인 것을 느끼게 한다. 예컨대, 최초에 주요 움직임이 나타나고, 그 움직임이 점차로 고조되고 힘은 강화되며, 다시금 처음의 조용한 상태의 주요 움직임으로 돌아가 끝나는 형식(ABA form)은 처음과 끝의 흡사한 움직임으로 잔상(殘像)을 강조하고, 보다 안정된 느낌으로서 인상을 남긴다. 그러나 지나치게 되풀이될 때에는 단조롭고 평범한 영역에서 벗어나지 못하는 결과가 된다. 움직임이 부드럽게 옮겨지고 훌륭한 연속을 지닐 때 그 움직임은 잘 기억되며 간결화되고 깨끗한 인상을 준다. 말하자면 여기에도 아름답고 정리된 통일을 꾀하는 힘이 작용하는 것이다.정리감을 위해 작용하는 또 하나의 힘은 '다양화(多樣化)'이다. 간결하고 통일을 꾀하는 힘에 대해 복잡하고 다양성을 만들어내는 힘의 작용이 있다. 고저(高低)·지속(遲速)·유경(柔硬) 등의 각각 다른 것이 서로 끌어당기면서 조화(調和)하는 대조·대비적인 작용이 그 하나이다. 직선적인 움직임과 곡선적인 움직임, 느릿하고 조용한 움직임에서 급하고 격렬하게 움직이는 것 등 대비적인 효과가 서로 끌어당기면서 더욱 고조된 조화를 나타낸다. 예컨대 전반(前半)에 인간의 어둡고 괴로울 때를 전개하고, 그 종국에 슬픔을 초극(超克)한 뒤의 밝은 희망에 가득찬 전진적인 모습을 묘사함으로써 명암(明暗)이 대조를 이루어, 보는 사람의 마음에 생생한 강렬함을 호소한다. 또한 작품의 흐름 속에서 어떤 부분을 특히 강조하거나 되풀이함으로써 표현을 강하게 인상지어 중심이 되고 고조(高潮)를 보인다. 또, 때로는 표현하려는 것의 복잡한 성격을 무용답게 응축(凝縮)시켜, 어떠한 움직임이나 리듬으로 대치하느냐, 그리고 그 움직임을 어떻게 변용(變容)하고 확대·강화시키느냐, 나아가서는 움직임을 무대 공간에 어떤 식으로 옮기느냐는 등, 이미지를 움직임의 복잡한 변화로 다양하게 옮김으로써 표현에 깊이와 복잡한 팽창을 갖게 할 수 있다.  무용표현은 소재로서의 신체·시간·공간이란 3요소의 다양한 결부 방식으로 무한한 새로운 표현성을 출현시키는 표현형태질(表現形態質)이다. 신체의 움직임이나 공간의 이동 등 여러 종류의 작용은 부분 부분의 집합은 아니다. 부분이 제각기 특성을 지니면서 유기적으로 연결될 때, 부분의 총화 이상의 것의 새로운 성질이 나타난다. 작품 창작은 그와 같은 유기적인 관계를 지니는 작용으로서의 움직임을 선택·정련(精鍊)하고, 또한 융합·대립시켜 움직임의 통합성을 찾아내는 작용인 것이다.  작품의 길이는 동적(動的)인 매체(움직임)로서의 한계로부터도 저절로 그 길이가 한정지어지고 있다. 개인의 작품에서는 나타내려는 내용에 따라서도 약간의 차이가 있는데, 혼자서 출 수 있는 한계 때문에 일반적으로 단시간의 작품이 많다. 군무(郡舞), 또는 극적인 긴 작품에서는 한 시간 가량이나 되는 것이 있다. 한정된 제약 속에서 한계를 초월한 무한한 호소를 하려는 점에 무용작품의 승화를 기대하게 되며 그 압축의 결과 무용은 화려하고 생동하는 생명감의 충일(充溢)을 볼 것으로 생각된다.
무용의 기법이란 이같은 소재(素材)·매체의 특성을 적확(的確)하게 근거로 함으로써 성립되는 독특한 기예(技藝)와 양식(樣式)일 것이다.  문장에서 볼 수 있는 기승전결(起乘轉結)은 그대로 무용에도 해당된다. 즉, 발레에는 고전형식의 파 드 되(아다주, 바리아시옹, 코다로 이루어진다), 양무(洋舞)에는 음악과 결속되어서 ABA form·론도 form·카논 form 등이 예부터 있었다.
도리스 험프리는
① ABA 형식,
② 이야기 줄거리식 형식,
③ 테마 반복 형식,
④ 모음곡(組曲)형식,
⑤ 파조(破調) 형식
의 다섯 형식을 들고 있다.

## 신체 이외의 기법과 효과
신체를 소재(素材)로 하여 표현하는 무용에는 소재가 지니는 한계가 있다. 표현성을 보다 더 강화하고 확대시키고자 하는 데에, 신체 이외의 것과의 결부가 시작된다. 작품은 음·의상·무대장치·조명·소도구 등에 의해서 그 미적 표현성이 확대된다. 음악에 관해서 도리스 험프리는
음악의 멜로디, 리듬 및 드라마성(性)은 음악이 인간의 육체를 가장 개성적으로 밀접히 결부시키고 있는 점이다.

라고 말하고 있는데, 뛰어난 작품 속에서는 오히려 신체에서부터 음이 나온다고 느껴지는 것처럼 신체(움직임)와 음은 밀접한 불가분리의 관계가 있다. 또, 의상은 작품의 이미지를 시각적(視覺的)인 형태와 색채로 상징화하고, 표현성을 보다 확실하게 방향지어 주는 작용을 한다. 장치는 조명과 함께 무대 공간에 특수한 통합과 성격을 만들어 내고, 표현 매체인 움직임을 지탱하고 그 표현을 강조·지속하고 발전시키며 작품으로서의 형상화(形象化)를 돕는 것이라고 하겠다.